# Foot in Mouth
Foot in Mouth – перший концертний альбом американського панк-рок гурту Green Day. Виданий у Японії 25 квітня 1996 року на Reprise Records. Альбом був записаний під час турів гурту на підтримку альбомів Dookie та Insomniac.

## Список пісень
| #   | Назва                    | Записаний                                         | Тривалість |
| --- | ------------------------ | ------------------------------------------------- | ---------- |
| 1.  | «Going to Pasalacqua»    | 2 вересня, 1995 у Johanneshaov, Стокгольм, Швеція | 3:52       |
| 2.  | «Welcome to Paradise»    | 11 березня 1994 у Jannus Landing, Сент-Пітерсбург | 3:41       |
| 3.  | «Geek Stink Breath»      | 2 вересня, 1995 у Johanneshaov, Стокгольм, Швеція | 2:17       |
| 4.  | «One of My Lies»         | 11 березня 1994 у Jannus Landing, Сент-Пітерсбург | 2:21       |
| 5.  | «Stuck with Me»          | 2 вересня, 1995 у Johanneshaov, Стокгольм, Швеція | 2:31       |
| 6.  | «Chump»                  | 11 березня 1994 у Jannus Landing, Сент-Пітерсбург | 2:33       |
| 7.  | «Longview»               | 11 березня 1994 у Jannus Landing, Сент-Пітерсбург | 3:34       |
| 8.  | «2,000 Light Years Away» | 11 березня 1994 у Jannus Landing, Сент-Пітерсбург | 2:36       |
| 9.  | «When I Come Around»     | 27 січня 1996 на Harumi Arena, Токіо, Японія      | 2:42       |
| 10. | «Burnout»                | 11 березня 1994 у Jannus Landing, Сент-Пітерсбург | 2:25       |
| 11. | «F.O.D.»                 | 26 березня 1996 у Sporthalle, Прага               | 2:25       |